# Propanal
El propanal, abans conegut com a propionaldehid, és un compost orgànic de la classe dels aldehids que té la fórmula CH₃CH₂CHO. És un aldehid saturat de tres carbonis i és un isòmer de l'acetona. És un líquid incolor amb una olor fruitada lleugerament irritant.

## Producció
Industrialment, es fa el propanal per hidroformilació, combinant gas de síntesi (C02 + hidrogen) amb etilè fent servir un metall com catalitzador]:
CO + H₂ + C₂H₄ → CH₃CH₂CHO

## Usos
Principalment, es fa servir com un precursor del trimetilloletà (CH₃C(CH₂OH)₃) mitjançant una reacció de condensació amb metanol; aquest triol és un intermedi important per produir resines alquides.

## Aparició a l'espai interestel·lar
Els astrònoms han detectat propanal al núvol molecular Sagitari B2 prop del centre de la Via Làctia, a uns 26 000 anys llum de la Terra.